# Waler Karbalewicz
Waler Karbalewicz (biał. Валер Карбалевіч, ros. Валерий Карбалевич, ur. 28 stycznia 1955 w obwodzie kostromskim) – białoruski politolog. 
W latach 1972–1973 pracował jako ślusarz i technik sanitarny w Słucku. W 1978 ukończył studia na Białoruskim Uniwersytecie Państwowym im. Włodzimierza Lenina, po czym został zatrudniony jako wykładowca w Białoruskiej Akademii Rolniczej (1978–1983). W 1986 obronił dysertację kandydacką z dziedziny nauk historycznych w Białoruskim Uniwersytecie Państwowym pod tytułem Działalność Partii Komunistycznej w dziedzinie propagandy i zastosowania osiągnięć nauki i doświadczenia w gospodarstwie rolniczym (ros. Diejatielnost' Kompartii Biełarussii po propagandie i wniedrieniju dostiżenij nauki i pieriedowogo opyta w sielskochoziajstwiennoje proizwodstwo).
Od 1986 do 1993 pracował jako docent w Białoruskim Agrarnym Uniwersytecie Technicznym. 
Jest członkiem Rady Politycznej Zjednoczonej Partii Obywatelskiej. Od 1993 pełnił funkcję koordynatora wydziału nauki Narodowego Centrum Inicjatyw Strategicznych "Wschód-Zachód" (obecnie Centrum Analityczne "Strategia"). 
Stoi na czele redakcji pisma analitycznego "Hramadzianskaja alternatywa", jest również komentatorem politycznym czasopisma "Swobodnyje nowosti plus". Ma na swoim koncie ponad 300 publikacji poświęconych wewnętrznej i zewnętrznej polityce Białorusi. 

## Wybrane publikacje
- Конец «Веймарской» Беларуси, "Открытая политика", nr 1-2/1997
- Путь Лукашенко к власти, w: Белоруссия и Россия: общества и государства, Mińsk 1998
- Белорусская номенклатура в период трансформации: эволюция социального статуса и политической роли, w: Belarus Monitor. НЦСИ «Восток – Запад, Mińsk 1998
- Гражданский контроль над военной сферой в Белоруссии: проблемы и тенденции, w: Парламентский контроль над военной сферой в новых независимых государствах, Mińsk 1998
- Прыватызаваная дзяржава, "Грамадзянская альтэрнатыва", nr 2/1999